# Лопашов, Георгий Викторович
Георгий Викторович Лопашов (17 мая 1912, Москва — 27 января 2010, Москва) — учёный-эмбриолог, известен работами в области развития глаза, один из присоединившихся к подписантам «письма трёхсот», лауреат премии АН СССР имени А. О. Ковалевского (1961), премии РАН имени Н. К. Кольцова (2003)

## Биография
В 1929 году поступил в МГУ, где обучался на кафедре динамики развития биологического факультета МГУ, которой руководил профессор М. М. Завадовский, а Ю. М. Вермель рекомендовал его известному эмбриологу Д. П. Филатову.
После получения диплома университета поступает в руководимый Филатовым Институт экспериментального морфогенеза при МГУ на должность лаборанта. В 1933 году по приглашению Филатова переходит должность научного сотрудника в Лабораторию механики развития, которая входила в состав знаменитого Института экспериментальной биологии Наркомздрава (ИЭБ) (создатель и директор — Н. К. Кольцов).
В 1934 году Кольцов, который живо интересовался работами Лопашова, так его характеризовал:

Окончил университет в 1932 г. и уже напечатал и приготовил к печати ряд интересных экспериментальных работ. Обладает хорошей подготовкой, быстро осваивает литературу по сложным вопросам. Талантливый молодой учёный 22 лет от роду, подающий большие надежды.

Лопашов писал о Кольцове:

Я имел счастье начать работу в замечательном институте, возглавляемом Николаем Константиновичем и могу считать себя его учеником, так как он оказал наибольшее влияние на мою дальнейшую деятельность.

В 1936 году защитил кандидатскую диссертацию и получил звание старшего научного сотрудника. В 1955 году подписал «Письмо трёхсот».
До 1980 г. работал в кольцовском институте, который прошел несколько реорганизаций и смены названий — в 1939 г. ИЭБ был переименован в Институт цитологии, гистологии и эмбриологии АН СССР, с 1949 года — Институт морфологии животных имени Северцева АН СССР.
В 1967 году Лопашов возглавил лабораторию органогенеза в созданном академиком Б. Л. Астауровым Институте биологии развития АН СССР (ИБР РАН).
В 1980 году перешёл вместе с коллегами в Институт общей генетики АН СССР, а в дальнейшем — во вновь созданный Институт биологии гена РАН.

## Научная и общественная деятельность
Наиболее известен работами в области экспериментального изучения развития глаза, хотя ими не ограничивался.
Автор метода трансплантации ядер, который в дальнейшем приведет к клонированию млекопитающих, задолго до зарубежных работ в этой области.
Обзорная статья, посвященная исследованиям по пересадке ядер у амфибий, была отправлена в набор, но не была опубликована из-за «лысенковщины». Но следы, подтверждающие приоритет, остались в виде тезисов в «Рефератах работ биологического отделения РАН» (Москва, 1945, с. 88—89) и в Докладах АН (Comptes Rendus de l’Academie des Sciences de l’URSS, 1948, V. LII, № 4).
Именем Лопашова названа операция, которая до сих пор используется при изучении механизмов эмбриональной индукции.
Один из присоединившихся к подписантам «письма трёхсот», написанный советскими учёными-биологами в рамках борьбы с «лысенковщиной».
Член редколлегии ряда научных журналов (Онтогенез, J. of Embryology and Experimental Morphology, Development).
С 1977 года — иностранный действительный член Финской академии наук.
Под его руководством подготовлено 8 кандидатских и одна докторская диссертации.

## Награды
- Лауреат премии АН СССР имени А. О. Ковалевского (1961) — За работу «Механизмы развития зачатков глаз в эмбриогенезе позвоночных».
- Лауреат премии РАН имени Н. К. Кольцова (2003) — за серию работ по разработке метода пересадки ядер и изучению механизмов индукции в эмбриогенезе.